# Aphis malahuina
Aphis malahuina är en insektsart. Aphis malahuina ingår i släktet Aphis och familjen långrörsbladlöss. Inga underarter finns listade i Catalogue of Life.